# Flexamia minima
Flexamia minima är en insektsart som beskrevs av Delong och Hershberger 1948. Flexamia minima ingår i släktet Flexamia och familjen dvärgstritar. Inga underarter finns listade i Catalogue of Life.